# Aurora 7.2
Aurora 7.2 je prvním remixovým albem a zároveň druhým albem celkově, které skupina The Echoing Green vydala. Vydavatelem bylo již dnes neexistující vydavatelství Myx Records.

## Písně
Album obsahuje celkem deset písní:
1. Aurora (“Breath Of God Mix” By The Echoing Green) - 5:20
2. Defend Your Joy (“Buck Rogers’ Radio Edit” By Ian) 3:45
3. Second Chance (“Analog Boxes” Remix By Claude S. Anything Box) - 4:33
4. Enter Love (Remix By Scotty Blackwell) - 5:27
5. Son In My Eyes (“In My Dub“ Remix By G. Hobgood Of The Prodigal Sons) - 9:55
6. Terra Firma (“All Souls Dub” By 7 Red 7) - 4:05
7. Arrival (“Green House” Remix By G. Hobgood Of The Prodigal Sons) - 10:30
8. Second Chance (“RNJHAUS Mix” By Claude S. Anything Box) - 4:46
9. End Of The Day (“303 In The Morning Mix” By The Echoing Green) - 3:59
10. Stay Awake - 4:21

### Bonusové remixy
1. Enter Love 2 (Remix By Scotty Blackwell) - 6:27
2. Son In My Eyes (Instr. “Son In My Dub” By G. Hobgood Of The Prodigal Sons) - 9:58
3. Second Chance (Instr. “Analog Boxes” Remix By Claude S.Anything Box) - 4:44

### Význam písní
1. Hlavní myšlenkou je to, že člověk by si měl svoji radost chránit a vážit si jí.
2. Pokud člověk zhřeší, Bůh mu dá vždy druhou šanci.
3. Text písně pojednává o Boží lásce.
4. Bůh může dát život člověka do pořádku
5. Píseň je o tom, jak strach ovlivňuje život křesťana.
6. Text pojednává o příjmutí lásky Pána Ježíše.
7. Pokud člověk zhřeší, Bůh mu dá vždy druhou šanci.
8. Píseň je o tom, jakou úlevu přináší modlitba.
9. Člověk v Božím světle dokáže najít cestu ven z problémů, starostí a rozhodování.

1. Text písně pojednává o Boží lásce.
2. Bůh může dát život člověka do pořádku
3. Pokud člověk zhřeší, Bůh mu dá vždy druhou šanci.

## Spolupracovali
Spolupracovníci a spolutvůrci alba:
- Art Direction – Matthew Duffy Thom Roy
- doprovodné vokály – Riki Michele (písně: 2-8)
- Design obalu CD – Claude Strillo
- producent – Joey Belville
- Layout – Kristy Anderberg
- finální podoba – Doug Doyle
- fotografie – Roberto Rosales
- napsal – Joey Belville